# Hriadky
Hriadky(hongrois : Gerenda) est un village de Slovaquie situé dans la région de Košice.

## Géographie
Hriadky est un village situé sur le carrefour de la E 50 entre Košice et Užgorod et la route I/79 entre Trebišov et Vranov nad Topľou. Rond-point construit en 2009.

## Histoire
Première mention écrite du village en 1320.

## Démographie

### Évolution de la population
| Année:               | 1994. | 2004.    | 2014.   | 2024.   |
| -------------------- | ----- | -------- | ------- | ------- |
| Nombre de personnes: | 518   | 466      | 462     | 416     |
| Différence:          |       | -10,03 % | -0,85 % | -9,95 % |

| Année:               | 2023. | 2024.   |
| -------------------- | ----- | ------- |
| Nombre de personnes: | 423   | 416     |
| Différence:          |       | -1,65 % |